# Edmundo (Fußballspieler, 1971)
Edmundo (* 2. April 1971 in Niterói; voller Name Edmundo Alves de Souza Neto) ist ein ehemaliger brasilianischer Fußballspieler.

## Werdegang
Edmundos Spitzname lautet „O Animal“ (portugiesisch für „das Tier“). Dieser wurde ihm aufgrund vieler Platzverweise wegen Tätlichkeiten verliehen. Seine Position war zumeist die des Stürmers, er spielte aber auch hinter den Spitzen im offensiven Mittelfeld oder als hängende Spitze. So berühmt er für seine Aussetzer wurde, so genial konnte auch sein Spiel sein. Edmundo spielte im Verein unter anderem für den AC Florenz und für Vasco da Gama. Zwischen 1992 und 2000 lief er 39 Mal für die brasilianische Nationalmannschaft auf und erzielte 12 Tore. Während dieser Zeit dominierten die Stürmer Romario, Bebeto und etwas später Ronaldo den brasilianischen Angriff und Edmundo war meist Ersatzspieler. Edmundo nahm an drei Südamerikameisterschaften (1993, 1995 und 1997) teil und traf in diesen Turnieren mehrmals. 1995 wurde er mit Brasilien Zweiter und 1997 gewann Brasilien das Turnier und Edmundo traf im Finale. Er nahm an der WM 1998 teil und hatte Chancen im Endspiel gegen Frankreich als Stürmer eingesetzt zu werden, da Ronaldo vor dem Endspiel unter ungeklärten Umständen erkrankte. Ronaldo spielte dennoch und Edmundo wurde erst in der 74. Minute eingesetzt. Brasilien verlor deutlich mit 0:3 gegen den Gastgeber Frankreich.

„Acht oder neun Stunden vor dem Finale hatte er im Hotel einen Schüttelkrampf. Eine schreckliche Szene, wir dachten, er würde sterben. (…) Es waren die Ärzte, die ihn untersucht, nichts festgestellt und ihm grünes Licht gegeben hatten. (…) In der Kabine ging es plötzlich wild zu, wir dachten, Ronaldo riskiert sein Leben – und hatten uns mit Edmundo vorbereitet. Ich würde nicht sagen, dass es Ronaldos Schuld ist, dass wir das Finale verloren haben. Aber aus emotionaler Sicht wären wir zu diesem Zeitpunkt stabiler gewesen, wenn Edmundo gespielt hätte. Wir waren nicht einmal bei 50 Prozent.“

1999 war er wegen eines Unfalls, bei dem drei Menschen starben, zu viereinhalb Jahren Haft in halboffenem Vollzug verurteilt worden. Durch Ausnutzen aller Rechtsmittel verbrachte er jedoch lediglich eine Nacht im Gefängnis. Im Juni 2011 nahm ihn die brasilianische Polizei in São Paulo fest. Seine damals auf Bewährung ausgesetzte Haftstrafe war zu diesem Zeitpunkt bereits verjährt, so dass die Festnahme für Edmundo keine weiteren Konsequenzen hatte.

## Erfolge
Verein
- Brasilianischer Meister: 1993, 1994, 1997
- Staatsmeisterschaft von Rio de Janeiro : 1992
- Staatsmeisterschaft von São Paulo: 1993, 1994
- Rio-São Paulo Turnier: 1993

Nationalmannschaft
- Copa América: 1997
  - Vize Copa América 1995
- Vizeweltmeister 1998

## Auszeichnungen
- Bola de Prata: 1993, 1997
- Bola de Ouro: 1997
- Chuteira de Ouro: 1997
- Torschützenkönig der Copa do Brasil 2008
- Brasilianischer Torschützenkönig: 1997